# Attu (Groenlandia)

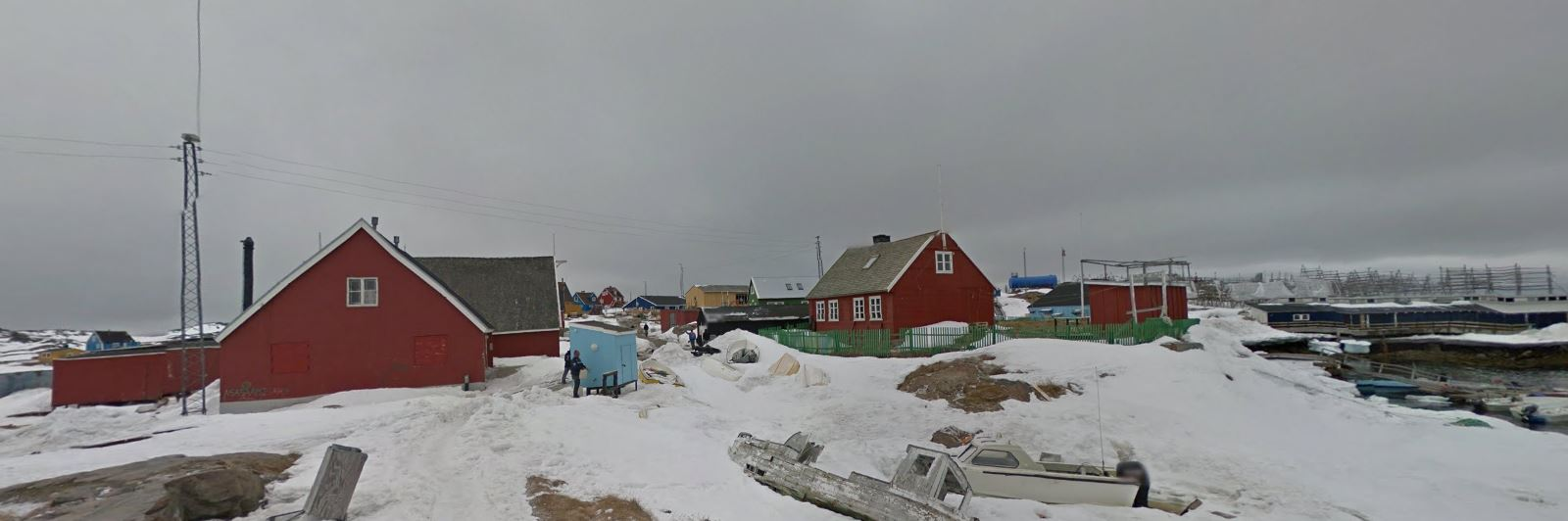
Attu (Groenlandia)

Attu es una localidad en la municipalidad de Qaasuitsup, cerca de la bahía de Disko al oeste de Groenlandia, a 67°56′N 53°35′O en una pequeña isla. Su población es de 295 habitantes (en 2005).